# Hohenbuehelia minutissima
Hohenbuehelia minutissima är en svampart som beskrevs av Corner 1994. Hohenbuehelia minutissima ingår i släktet Hohenbuehelia och familjen musslingar.   Inga underarter finns listade i Catalogue of Life.